# バンクー
バンクー（bankoo）、くまのバンクーは、住友銀行のマスコットキャラクターである。

## 概要
1995年に登場。熊ではあるが2足歩行をする細身のサラリーマンというキャラクター。電通がプランニングを手がけ、プロデューサーは当時社員であった佐藤雅彦が担当。黒塗りのキャラクターデザインとしては、のらくろやさかざきちはる作画のペンギンと近いものがある。
2001年3月の住友銀行消滅まで、印刷物や総合口座通帳（バンクーデザイン）の裏表紙にワンポイントに描かれていたりした。
1998年までグッズプレゼントキャンペーンのテレビCMが制作され、関根勤が声を当てた。デジタル作画による2DCGアニメーションと、人形劇による実写映像版があり、大半はバンクー自身が惨めな結末になるストーリー展開だった。そのモチーフは佐藤雅彦が先に手がけていた日本電気のバザールでござーると酷似している。
1999年度以降は不良債権の増大による広告宣伝費削減の一環によりテレビCMは制作されなかった。（同時期に関東キー局でテレビCMを放映していた都市銀行は、さくら銀行・富士銀行・東京三菱銀行・東海銀行のみ）
2001年4月に発足した三井住友銀行では、旧さくら銀行のキャラクターであったドラえもん（さくら銀行より先に、住友銀行でも起用された）が短期間ながら承継され、バンクーは予告なく退任となった。

## 主なグッズ
グッズも大量につくられ、そのネーミングも独特であった。今でもオークションサイトで取り引きされており、黒色・くま・企業ノベルティー、貯金箱と、いくつかのフックがあり人気も高い。
- This is 夏なのだ 1・2の3グラス
- 年に一度の夏なのだ 真夏のジョッキ兄弟
- 朝ごはんしっかりトリオ
- おはようございマグ
- 今日も元気に行ってきマグ
- はらぺこ茶わん ちょいぺこ茶わん
- ひんやりデザート天国 北極グラス 南極グラス
- のびたらつめ切りの助
- 忘れもの撲滅委員会（壁掛けポケット）

★ラーメンお待ちどんぶり